# Lipine
Lipine su mjesto u Osječko-baranjskoj županiji. 

## Upravna organizacija
Upravnom su organizacijom u sastavu općine Đurđenovca.

## Promet
Nalaze se istočno od državne cestovne prometnice D53.

## Crkva
U selu se nalazi kapelica Sv. Terezije koja pripada Rimokatoličkoj župi Gospe Fatimske (Našice 3.) sa sjedištem u Velimirovcu, te našičkom dekanatu Požeške Biskupije. 

## Stanovništvo
| broj stanovnika |       |       |       |       | 103   | 211   | 112   | 86    | 167   | 303   | 297   | 243   | 120   | 138   | 94    | 68    | 46    |
|                 | 1857. | 1869. | 1880. | 1890. | 1900. | 1910. | 1921. | 1931. | 1948. | 1953. | 1961. | 1971. | 1981. | 1991. | 2001. | 2011. | 2021. |

Iskazuje se kao dio naselja od 1900. do 1948., a kao naselje od 1953.

## Vanjske poveznice
- http://www.djurdjenovac.hr/